# Sławomir Olszewski (piłkarz)
Sławomir Olszewski (ur. 26 sierpnia 1973 w Nowym Sączu) – polski piłkarz grający na pozycji bramkarza.

## Życiorys
Jest wychowankiem Sandecji Nowy Sącz. Następnie grał w Unii Tarnów, Widzewie Łódź i Pogoni Szczecin. Po przyjściu do Cracovii w 2003 roku zajął miejsce pierwszego bramkarza w drużynie kierowanej przez Wojciecha Stawowego. Po awansie krakowskiego zespołu do pierwszej ligi, Olszewski zaliczył - według trenera - parę nieudanych występów w drużynie, co zaowocowało zepchnięciem go do rezerw (jego miejsce w bramce zajął Marcin Cabaj). Pod koniec sezonu 2005/2006, gdy szkoleniowcem „Pasów” został Stefan Białas, występował w pierwszym składzie.
W czerwcu 2011 roku został skazany przez Sąd Rejonowy Wrocław-Śródmieście na dwa lata więzienia w zawieszeniu na 5 lat i 15 tys. zł grzywny za udział w korupcji w polskiej piłce nożnej. Sprawa dotyczyła bezpośrednio meczu Cracovii z Zagłębiem Lubin w ostatniej kolejce sezonu I ligi 2005/2006 w dniu 13 maja 2006 roku. Zawodnicy z Lubina przekazali wówczas kwotę 100 tys. zł piłkarzom z Krakowa za uzyskanie remisu w tym spotkaniu (takie rozstrzygnięcie premiowało Zagłębie awansem do Pucharu UEFA). Mecz zakończył się bezbramkowym remisem, dzięki czemu Zagłębie zajęło trzecie miejsce w I lidze, zdobyło brązowy medal mistrzostw Polski i awansowało do europejskich pucharów. 